# Fast food
Fast food (AFI: /ˈfæst ˈfʊd/), do inglês comida rápida ou, em Portugal, também comida pronta, é o nome genérico dado ao consumo de refeições preparadas e servidas num curto espaço de tempo. São comercializados, desta maneira, sanduíches, pizzas e pastéis (no Brasil), entre outros. Restaurantes como McDonald's, Giraffas, Burger King, Pizza Hut, Subway, Telepizza, Bob's, Habib's, Domino's são considerados estabelecimentos de fast food.
Alimentos servidos nas ruas por vendedores ambulantes são designados street food ("comida de rua", em inglês). É uma prática que remonta à Antiguidade e que tem presença em praticamente todas as regiões do mundo moderno, podendo ser considerado uma forma de fast food.
A fast food está associada a — entre outras coisas — câncer colorretal, depressão, obesidade e colesterol alto. De acordo com o National Institutes of Health (NIH), fast foods são alternativas mais práticas e baratas que alimentos feitos em casa, mas também tem teores bem mais altos de gordura saturada, açúcar, sal e calorias.

## História

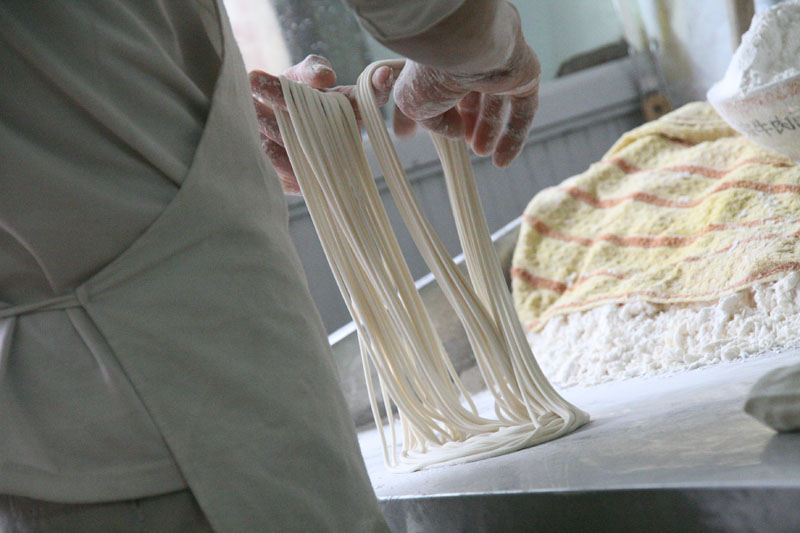
Puxando massa de trigo em fios finos para formar lamian

O conceito de comida pronta para venda está intimamente ligado aos desenvolvimentos urbanos. As casas nas cidades emergentes muitas vezes careciam de espaço adequado ou de acessórios adequados para a preparação de alimentos. Além disso, a aquisição de combustível para cozinhar pode custar tanto quanto o produto comprado. Fritar alimentos em barris de óleo abrasador mostrou-se tão perigoso quanto caro, e os proprietários de imóveis temiam que uma fogueira de cozinha "facilmente pudesse conflagrar um bairro inteiro". Assim, os habitantes urbanos foram encorajados a comprar carnes pré-preparadas ou amidos, como pão ou macarrão, sempre que possível. Na Roma Antiga, as cidades tinham bancas de rua - um grande balcão com um receptáculo no meio do qual comida ou bebida seriam servidas. Foi durante o boom econômico americano pós-Segunda Guerra Mundial que os americanos começaram a gastar mais e comprar mais à medida que a economia crescia e uma cultura de consumo florescia. Como resultado desse novo desejo de ter tudo, somado aos avanços feitos pelas mulheres enquanto os homens estavam fora, ambos os membros da família começaram a trabalhar fora de casa. Comer fora, que antes era considerado um luxo, tornou-se uma ocorrência comum e, em seguida, uma necessidade. Trabalhadores e famílias que trabalhavam precisavam de serviço rápido e comida barata tanto no almoço quanto no jantar.

### Velho Mundo pré-industrial
Nas cidades da antiguidade romana, grande parte da população urbana vivendo em insulae, blocos de apartamentos de vários andares, dependia de vendedores de comida para grande parte da sua refeição; o próprio Fórum serviu como um mercado onde os romanos podiam comprar assados e carnes curadas. No período da manhã, o pão encharcado de vinho era comido como um lanche rápido e legumes cozidos e ensopados mais tarde na popina, um tipo simples de estabelecimento de alimentação. Na Ásia, os chineses do século XII comeram massa frita, sopas e pães recheados, que ainda existem como salgadinhos contemporâneos. Seus contemporâneos de Baghdadi suplementaram refeições caseiras com leguminosas processadas, amidos comprados e até carnes prontas para consumo. Durante a Idade Média, grandes cidades e grandes áreas urbanas, como Londres e Paris, apoiaram vários fornecedores que vendiam pratos como tortas, pastéis, flans, waffles, wafers, panquecas e carnes cozidas. Como nas cidades romanas durante a antiguidade, muitos desses estabelecimentos serviam para aqueles que não tinham meios para cozinhar sua própria comida, particularmente os lares solteiros. Ao contrário dos moradores mais ricos da cidade, muitas vezes não podiam pagar uma moradia com cozinha e, portanto, dependiam de fast food. Viajantes como peregrinos a caminho de um local sagrado estavam entre os clientes.

### Reino Unido

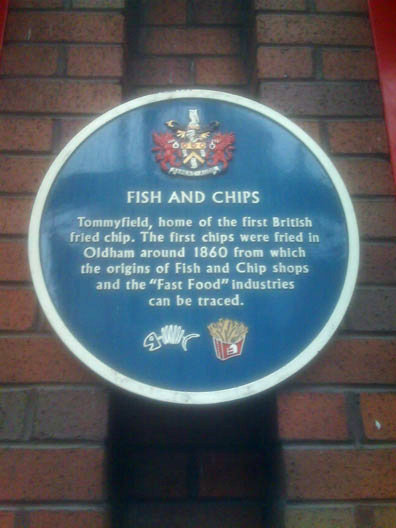
Placa azul em Oldham, Inglaterra, comemorando as origens da década de 1860 do peixe e fritas e da indústria de fast food

Em áreas com acesso a águas costeiras ou de maré, o fast food frequentemente incluía mariscos locais ou frutos do mar, como ostras ou, como em Londres, as enguias. Muitas vezes, este marisco foi cozido diretamente no cais ou nas proximidades. O desenvolvimento da pesca de arrasto em meados do século XIX levou ao desenvolvimento de um favorito britânico, peixe e fritas, e a primeira loja em 1860.

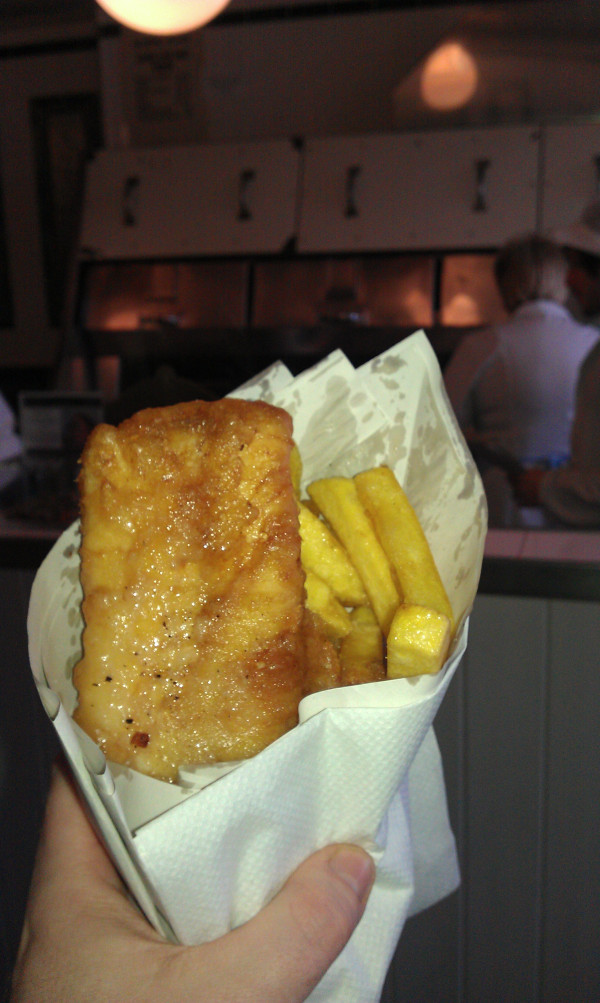
Peixe com batatas fritas

Uma placa azul no Tommyfield Market em Oldham marca a origem das indústrias de peixe e batatas fritas e de fast food. Como um fast food barato servido em uma embalagem, peixe e batatas fritas se tornou uma refeição de estoque entre as classes trabalhadoras vitorianas. Em 1910, havia mais de 25m000 lojas de peixe e batatas fritas em todo o Reino Unido, e na década de 1920 havia mais de 35,000 lojas. A rede de restaurantes de fast food de Harry Ramsden abriu sua primeira loja de peixe e batatas fritas em Guiseley, West Yorkshire em 1928. Em um único dia em 1952, a loja serviu 10,000 porções de peixe e batatas fritas, ganhando um lugar no Guinness Book of Records.
A comida rápida britânica tinha considerável variação regional. Às vezes, a regionalidade de um prato tornou-se parte da cultura de sua respectiva área, como o pastel da Cornualha (cornish pasty) e a barra de Mars frito. O conteúdo das tortas de fast food tem variado, com aves de capoeira (como galinhas) ou aves selvagens comumente usadas. Desde a Segunda Guerra Mundial, o peru tem sido usado com mais frequência em fast food. O Reino Unido também adotou o fast food de outras culturas, como pizza, döner kebab e caril. Mais recentemente, também surgiram alternativas mais saudáveis ao fast food convencional.

### Estados Unidos

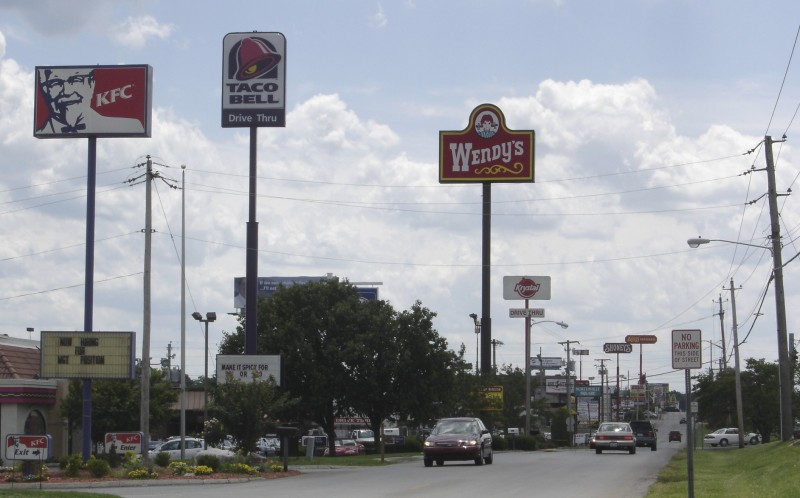
Anúncios de várias cadeias de fast food em Bowling Green, Kentucky para Wendy's, KFC, Krystal e Taco Bell. Um sinal do McDonald's pode ser visto no fundo muito distante.

Como os automóveis se tornaram populares e mais acessíveis após a Primeira Guerra Mundial, os restaurantes drive-in foram introduzidos. A empresa americana White Castle, fundada por Billy Ingram e Walter Anderson em Wichita, Kansas, em 1921, é geralmente creditada com a abertura da segunda rede de fast food e primeira rede de hambúrgueres, vendendo hambúrgueres por cinco centavos cada. Walter Anderson construiu o primeiro restaurante White Castle em Wichita em 1916, introduzindo o menu limitado, alto volume, baixo custo e hambúrguer de alta velocidade. Entre suas inovações, a empresa permitiu que os clientes vissem a comida sendo preparada. White Castle foi bem sucedido desde o seu início e gerou inúmeros concorrentes.
O franchising foi introduzido em 1921 pela A&W Root Beer, que franqueava seu distinto xarope. A primeira franquia do Howard Johnson's foi o conceito de restaurante em meados da década de 1930, formalizando a padronização de menus, sinalização e publicidade.
O serviço Kerb foi introduzido no final da década de 1920 e foi mobilizado na década de 1940, quando garçons ou garçonetes serviam os clientes em patins.
Os Estados Unidos possuem a maior indústria alimentar de fast food do mundo, e restaurantes de fast food americanos estão localizados em mais de 100 países. Aproximadamente 4,7 milhões de trabalhadores dos EUA estão empregados nas áreas de preparação de alimentos e serviços de alimentação, incluindo fast food nos EUA. Preocupações com uma epidemia de obesidade e suas doenças relacionadas inspiraram muitos funcionários do governo local nos Estados Unidos a propor a limitação ou regulamentação de restaurantes fast food. No entanto, os adultos norte-americanos não estão dispostos a mudar seu consumo de fast food, mesmo diante dos custos crescentes e do desemprego caracterizados pela grande recessão, sugerindo uma demanda inelástica. No entanto, algumas áreas são mais afetadas do que outras. No Condado de Los Angeles, por exemplo, cerca de 45% dos restaurantes no centro-sul de Los Angeles são cadeias de fast food ou restaurantes com assentos mínimos. Em comparação, apenas 16% das pessoas no Westside são tais restaurantes.

### Condições de trabalho
O Projeto de Lei Nacional de Emprego escreveu em 2013, "de acordo com um estudo de pesquisadores da Universidade da Califórnia em Berkeley, mais da metade (52%) dos trabalhadores de fast food da linha de frente deve confiar em pelo menos um programa de assistência pública para apoiar Como resultado, o modelo de negócios da indústria de fast food de baixos salários, benefícios inexistentes e horas de trabalho limitadas custa aos contribuintes uma média de quase 7 [[|1 000 000 000]] * 7000000000 por ano". Eles alegam que esse financiamento permite que esses trabalhadores "paguem assistência médica, alimentação e outras necessidades básicas".

## Em movimento

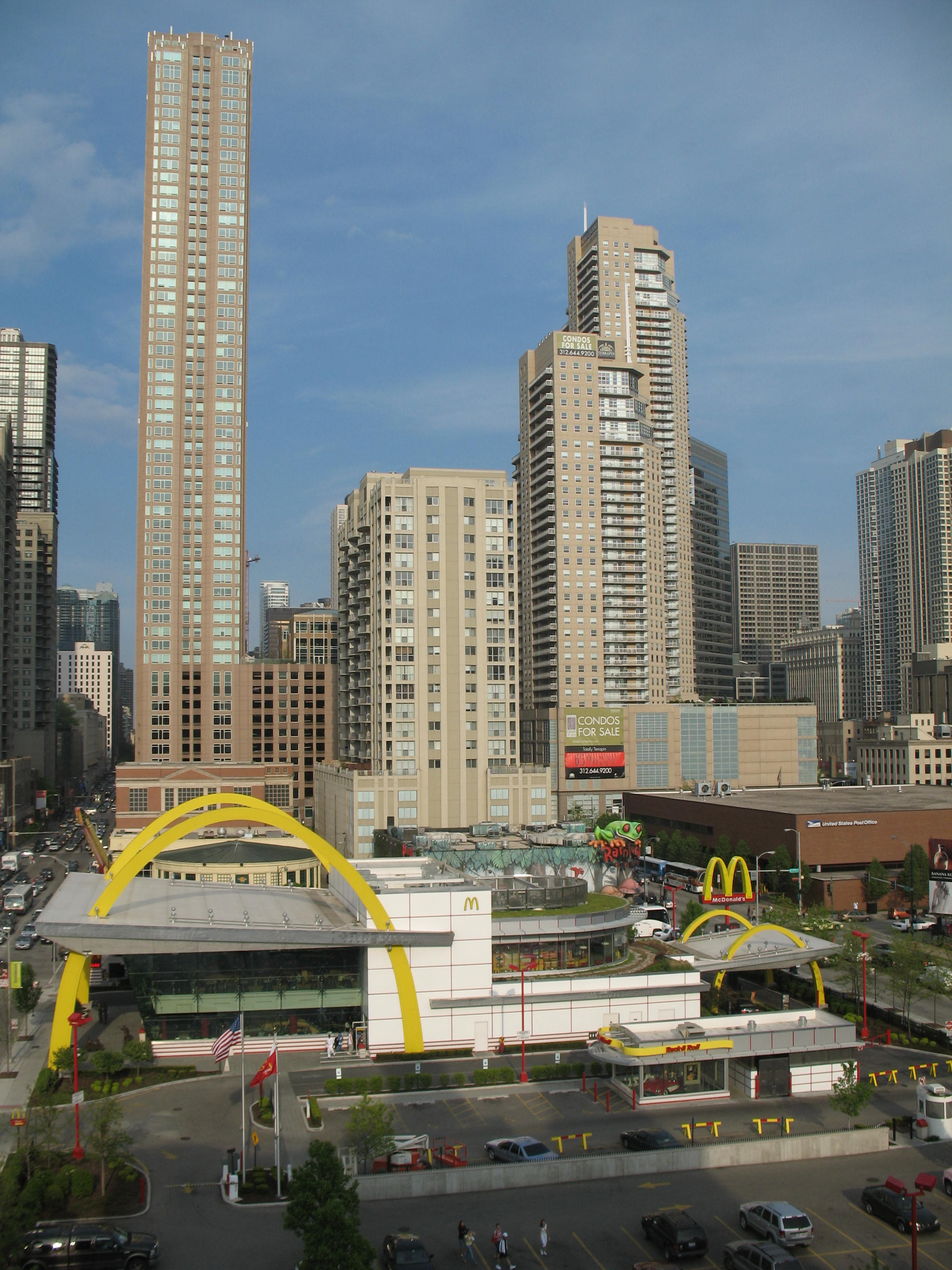
O primeiro drive-thru de duas pistas do McDonald's foi no Rock N Roll McDonald's em Chicago.

Os estabelecimentos de fast food são fornecedores de takeaway ou take-out que prometem serviço rápido. Essas lojas de fast food geralmente vêm com um serviço "drive-through" que permite aos clientes pedir e retirar alimentos de seus veículos. Outros têm áreas de estar cobertas ou ao ar livre, onde os clientes podem comer no local. Nos últimos tempos, o boom nos serviços de TI permitiu que os clientes comprassem alimentos de suas casas através de seus aplicativos de smartphones.
Quase desde a sua criação, o fast food foi concebido para ser comido "em movimento", muitas vezes não requer talheres tradicionais, e é comido diretamente das mãos. Itens de menu comuns em lojas de fast food incluem peixe e batatas fritas, sanduíches, pitas, hambúrgueres, frango frito, batatas fritas, anéis de cebola , nuggets de frango, tacos, pizza, cachorro-quente e sorvete, embora muitos restaurantes de fast food oferecem alimentos "mais lento" como chili com carne, purê de batatas e saladas.

### Loja de conveniência
Lojas de conveniência localizadas dentro de muitos postos de abastecimento vendem sanduíches pré-embalados, donuts e comida quente. Muitos postos de gasolina nos Estados Unidos e na Europa também vendem alimentos congelados e têm fornos de microondas nas instalações para prepará-los. Estações de abastecimento de gasolina na Austrália vendem alimentos como tortas quentes, sanduíches e barras de chocolate, que são fáceis para o cliente acessar durante a viagem. Postos de gasolina são um local que muitas vezes são abertos por longas horas e estão abertos antes e depois das horas de negociação da loja, portanto, facilita o acesso dos clientes.

### Comerciantes ambulantes e concessões

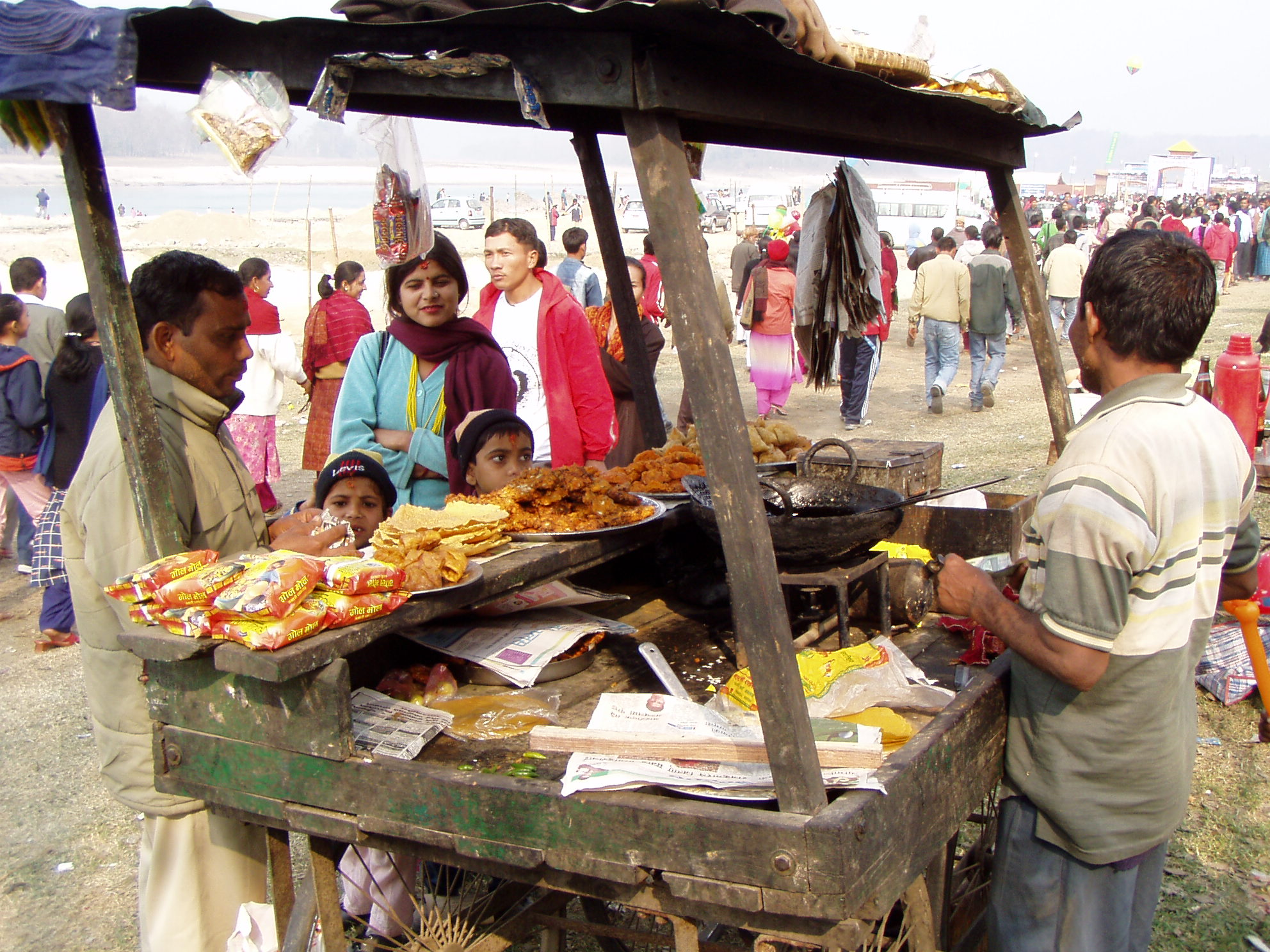
Vendedor de rua que serve fast food no Nepal

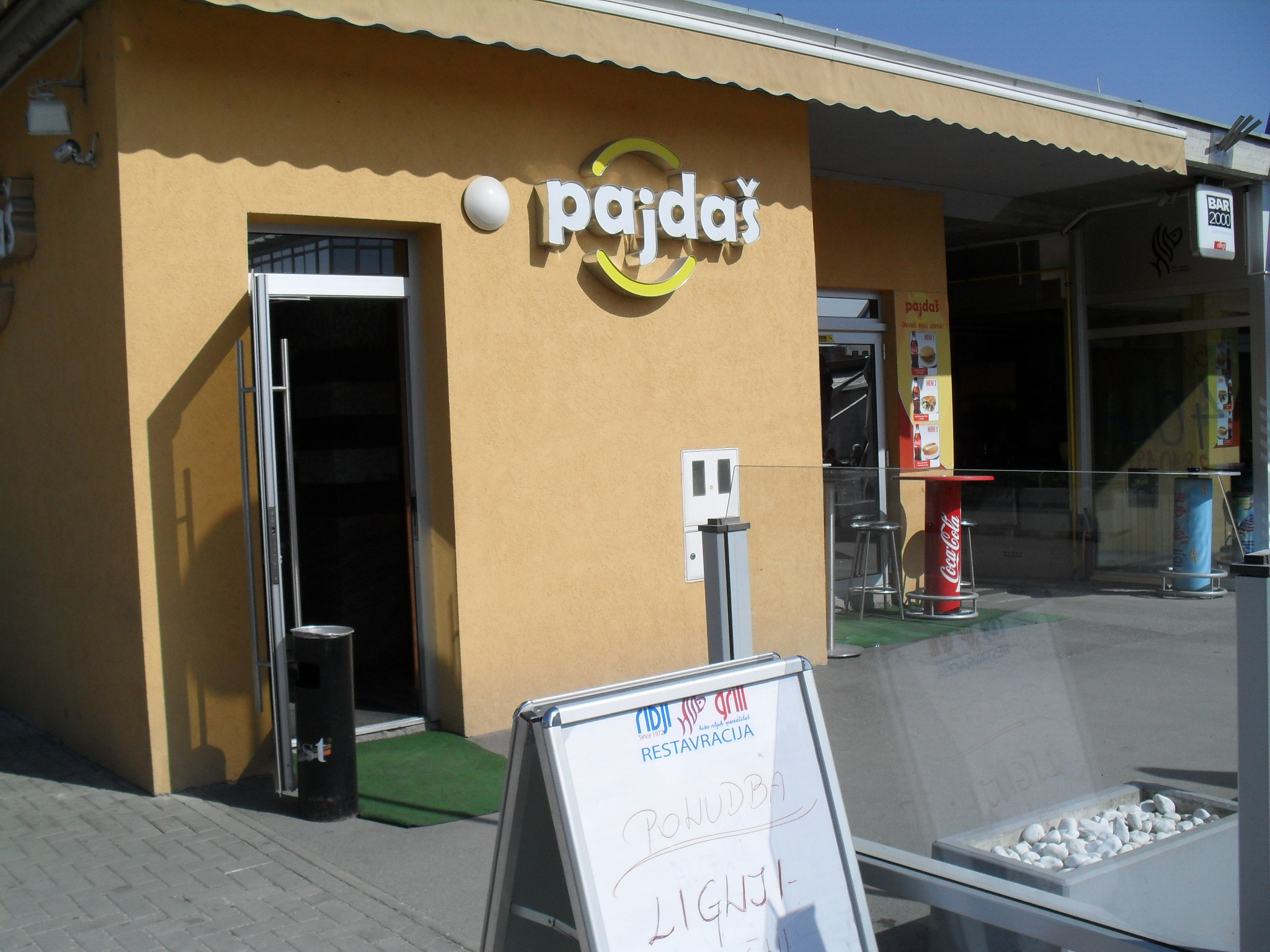
Restaurante Fastfood na Europa Oriental: os Pajdaš (na língua prekmura), Murska Sobota, Eslovênia.

Tradicional comida de rua está disponível em todo o mundo, geralmente através de pequenos e independentes camelôs operando a partir de um carrinho, mesa, churrasqueira portátil ou veículo a motor. Exemplos comuns incluem vendedores de macarrão vietnamita, estandes de faláfel do Oriente Médio, carrinhos de cachorro-quente de Nova York e food trucks de taco. Fornecedores de Turo-Turo (Tagalo para ponto) são uma característica da vida filipina. Comumente, os vendedores de rua oferecem uma gama colorida e variada de opções projetadas para cativar rapidamente os transeuntes e atrair o máximo de atenção possível.
Dependendo do local, vários vendedores de rua podem se especializar em tipos específicos de alimentos característicos de uma determinada tradição cultural ou étnica. Em algumas culturas, é comum que os vendedores de rua divulguem preços, cantem ou cante vendas, joguem música ou se envolvam em outras formas de "teatro de rua" para atrair clientes em potencial. Em alguns casos, isso pode atrair mais atenção do que a comida.

## Culinária

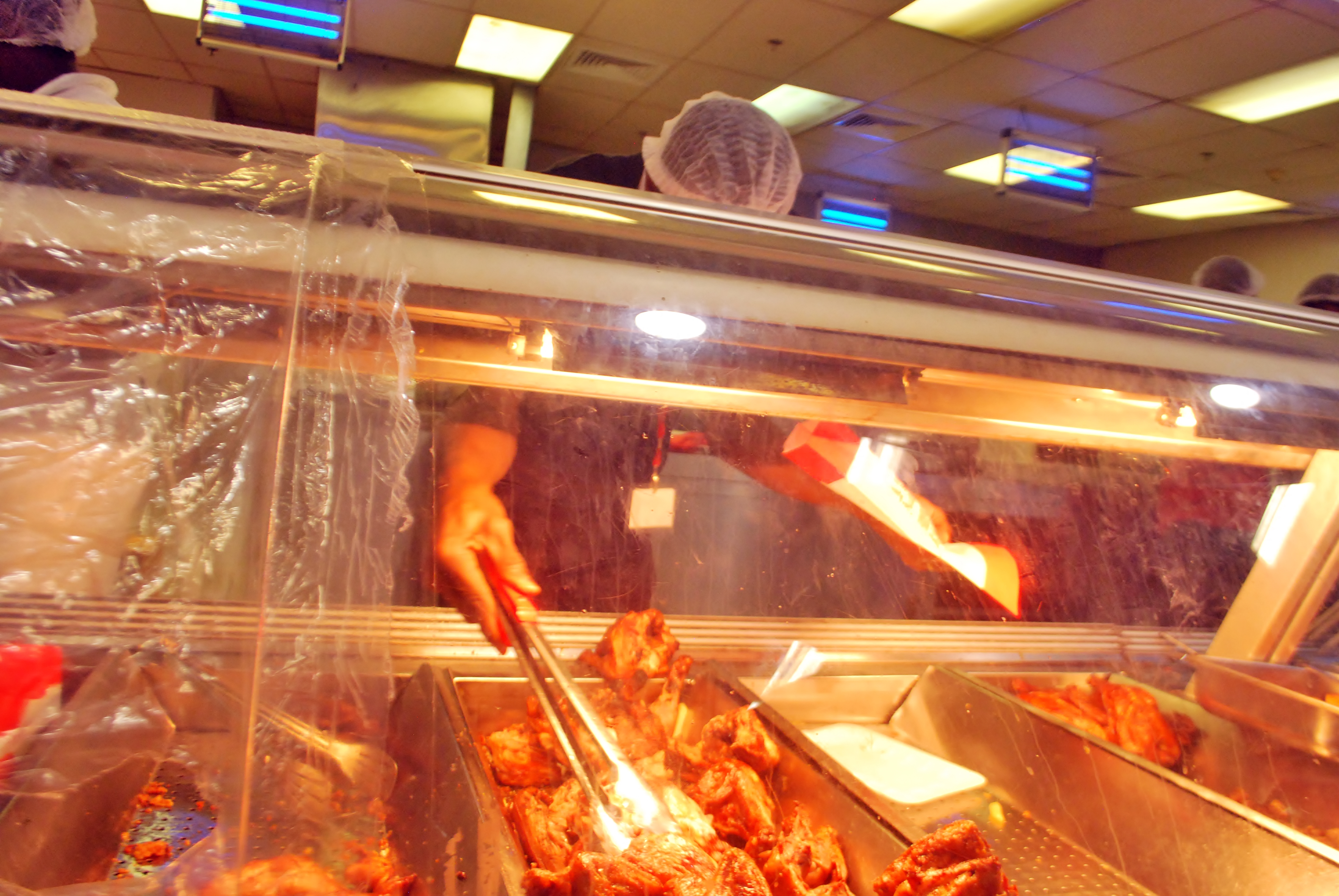
fast food em Ilorin, Kwara

O fast food comercial moderno é frequentemente altamente processado e preparado de maneira industrial, ou seja, em larga escala, com ingredientes padrão e métodos padronizados de cozimento e produção. Geralmente, ela é rapidamente servida em caixas ou sacolas ou em um invólucro de plástico, de uma maneira que minimiza o custo. Na maioria das operações de fast food, os itens de menu geralmente são feitos a partir de ingredientes processados preparados em uma instalação de suprimento central e enviados para saídas individuais onde são reaquecidos, cozidos (normalmente por microondas ou fritura profunda) ou montado em um curto período de tempo. Esse processo garante um nível consistente de qualidade do produto e é fundamental para poder entregar o pedido rapidamente ao cliente e eliminar os custos de mão de obra e equipamentos nas lojas individuais.
Devido à ênfase comercial na rapidez, uniformidade e baixo custo, os produtos de fast food são frequentemente feitos com ingredientes formulados para alcançar um determinado sabor ou consistência e para preservar a frescura.

### Variantes

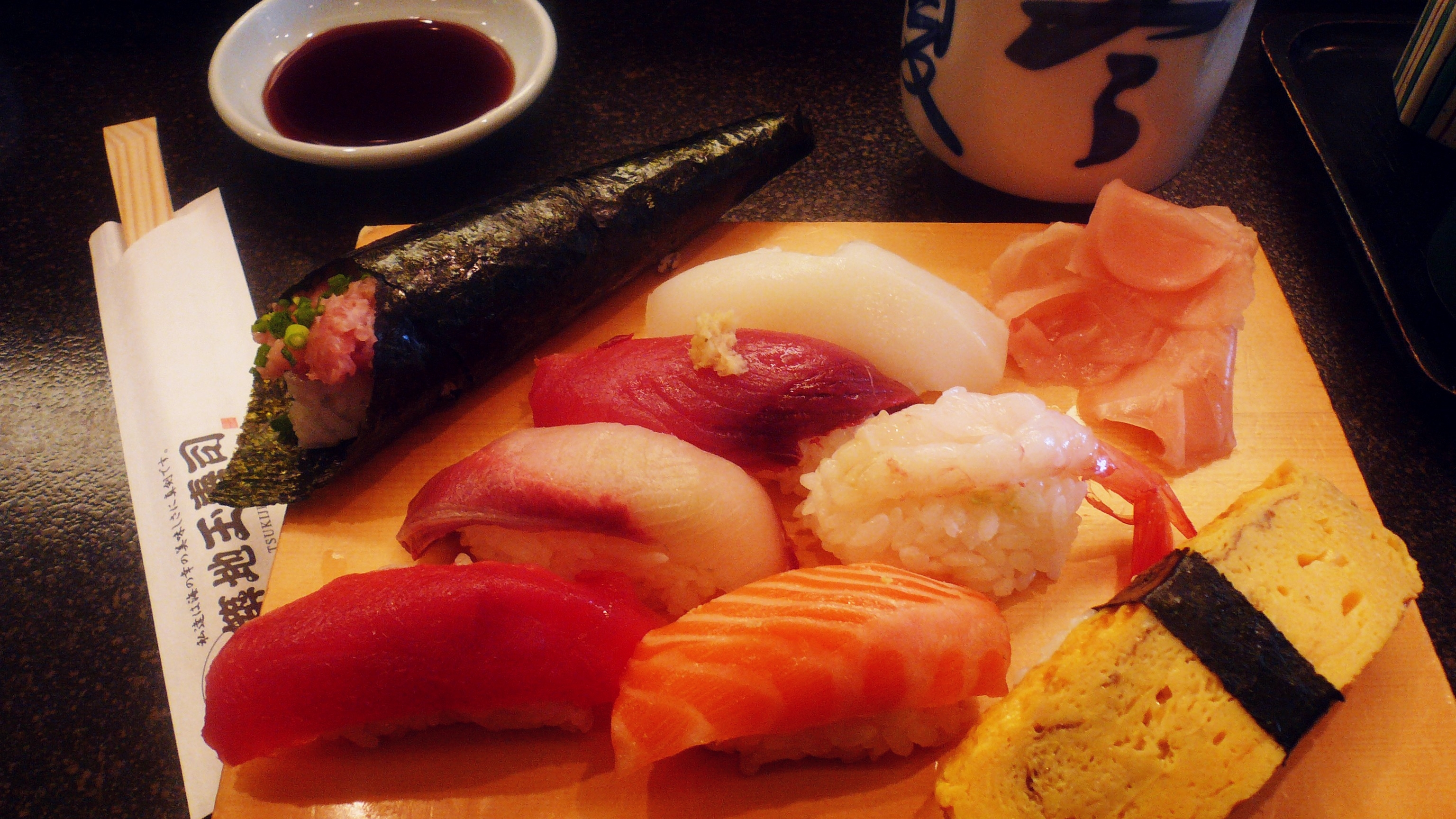
Muitos tipos de sushi prontos para comer

Restaurantes takeaway/take-out chineses para viagem são particularmente populares em países ocidentais, como os EUA e o Reino Unido. Eles normalmente oferecem uma grande variedade de comida asiática (nem sempre chinesa), que normalmente é frita. A maioria das opções são algumas formas de macarrão, arroz ou carne. Em alguns casos, a comida é apresentada como um smörgåsbord, às vezes self service. O cliente escolhe o tamanho do contêiner que deseja comprar e fica livre para preenchê-lo com a opção de comida. É comum combinar várias opções em um contêiner e algumas lojas cobram por peso e não por item. Nas grandes cidades, esses restaurantes podem oferecer entrega gratuita para compras em valor mínimo.

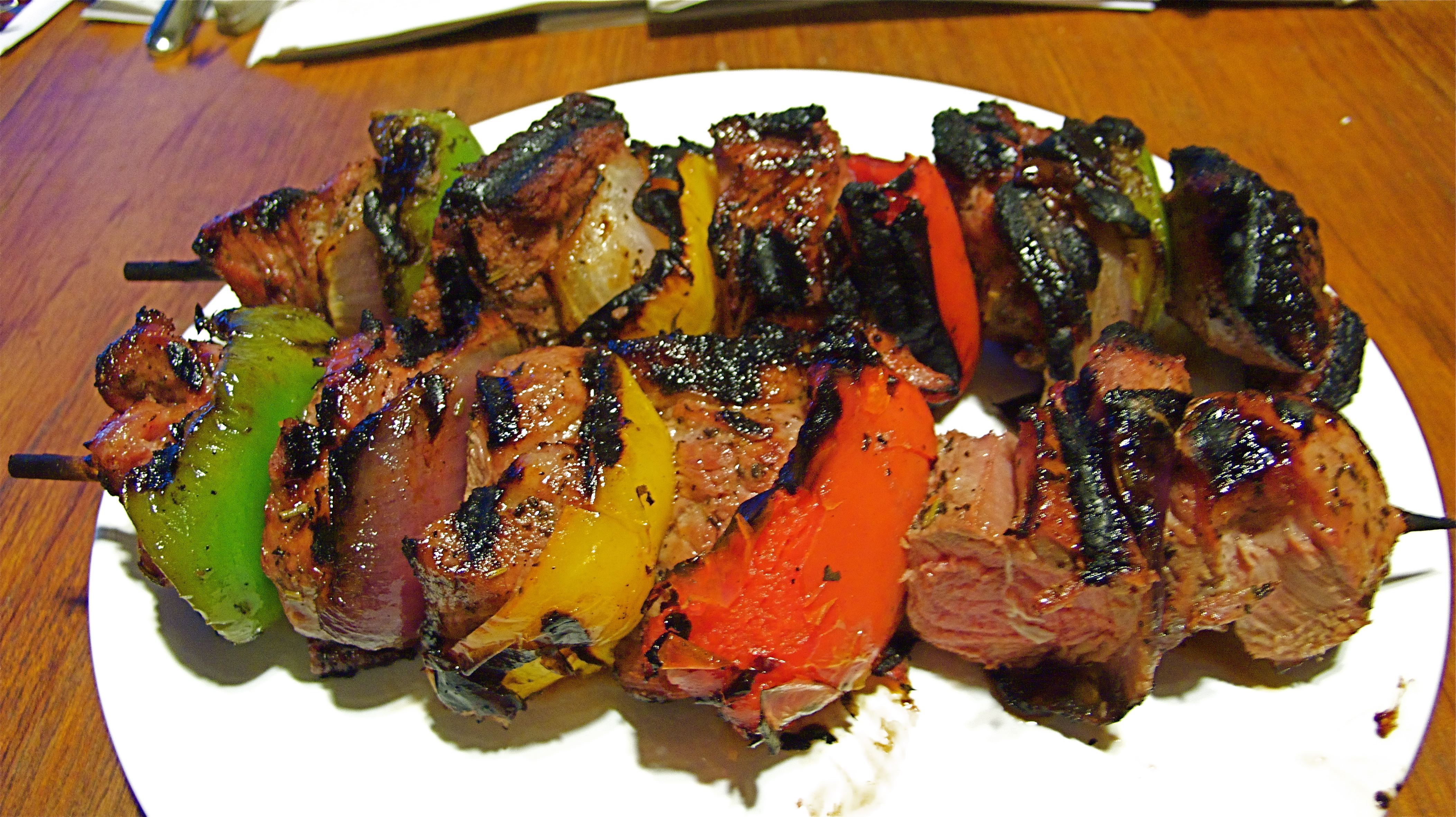
Espetinho de cordeiro

O sushi tem visto uma crescente popularidade recentemente no mundo ocidental. Uma forma de fast food criada no Japão (onde o bentō é a variedade japonesa de fast food), o sushi é normalmente arroz frio temperado com um vinagre de arroz doce e servido com um pouco de cobertura (muitas vezes peixe), ou, como no tipo mais popular no ocidente, enrolada em nori (porphyra umbilicalis) com recheio. O recheio inclui frequentemente peixe, marisco, frango ou pepino.

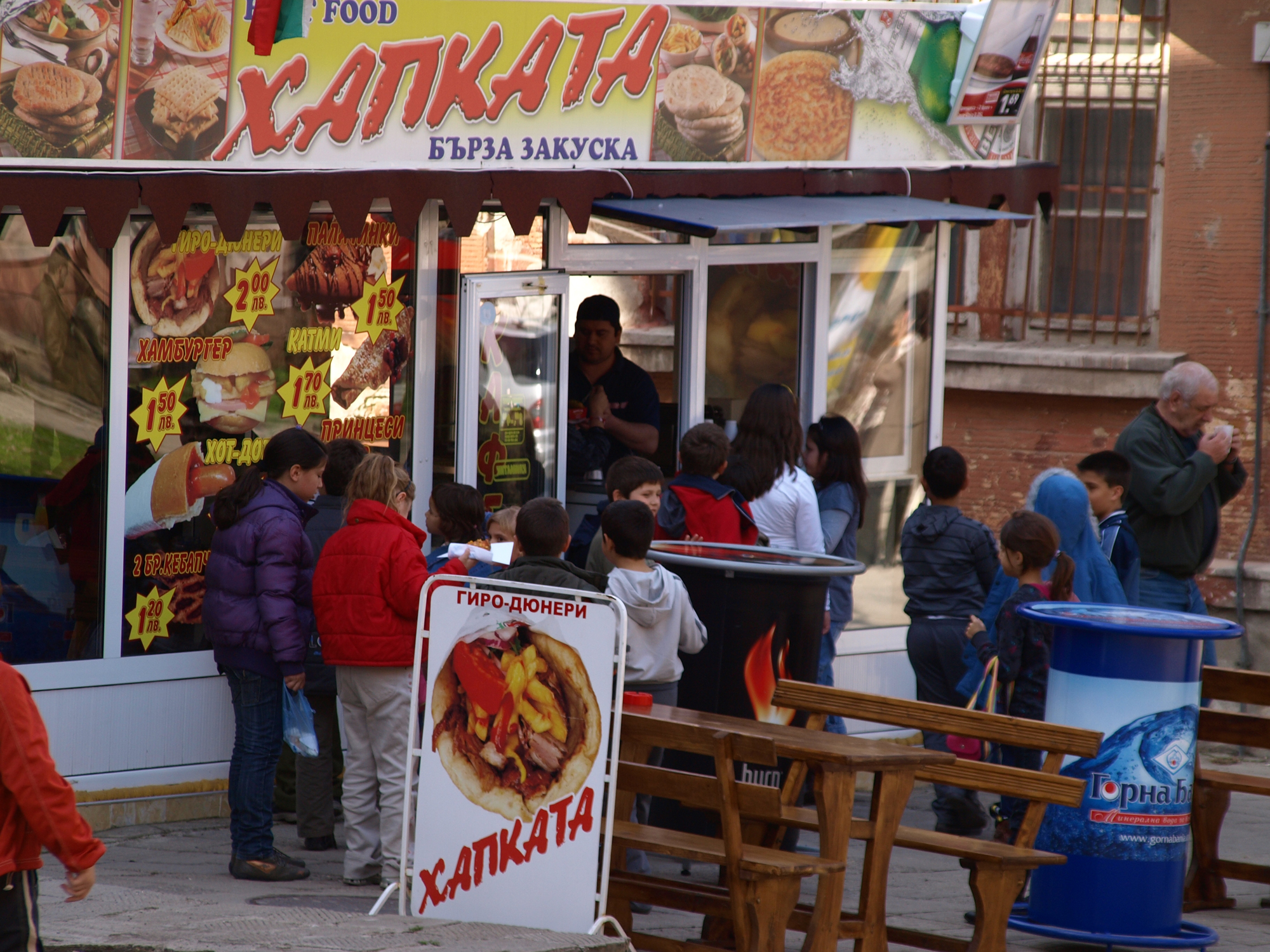
Um quiosque fast food em Yambol, Bulgária

Pizza é uma categoria comum de fast food nos Estados Unidos, com cadeias nacionais como a Papa John's Pizza, Domino's Pizza, Sbarro e Pizza Hut. Ele trilha apenas a indústria de hambúrguer no fornecimento de calorias de fast food para crianças. Menus são mais limitados e padronizados do que em pizzarias tradicionais, e entrega de pizza é oferecida.
As casas de kebab são uma forma de restaurante fast food do Oriente Médio, especialmente Turquia e Líbano. A carne é raspada de uma churrasqueira, e é servida em um pão achatado aquecido com salada e uma escolha de molho. Estes döner kebab ou shawarma são distintos de shish kebabs servidos em varas. Lojas de kebabs também são encontradas em todo o mundo, especialmente na Europa, Nova Zelândia e Austrália, mas geralmente são menos comuns nos EUA. No Brasil, uma variação que fez fama nas ruas brasileiras foi o churrasquinho grego.
Lojas de peixe e batatas fritas são uma forma de fast food popular no Reino Unido, Austrália e Nova Zelândia. O peixe é batido e depois frito e servido com tiras de batata frita.
Os holandeses têm seus próprios tipos de fast food. Uma refeição de fast food holandesa geralmente consiste de uma porção de batatas fritas (chamadas de friet ou patat) com molho e um produto de carne. O molho mais comum para acompanhar as batatas fritas é fritessaus. É um substituto de maionese doce, vinagre e baixo teor de gordura, que os holandeses ainda assim chamam de "maionese". Quando encomendar, é muitas vezes abreviado para met (literalmente "com"). Outros molhos populares são ketchup ou ketchup temperado ("curry"), molho de amendoim estilo indonésio ("satésaus" ou "pindasaus") ou piccalilli. Às vezes as batatas fritas são servidas com combinações de molhos, speciaal (especial): maionese, com ketchup (temperada) e picadas as cebolas; e oorlog (literalmente "guerra"): maionese e molho de amendoim (às vezes também com ketchup e cebola picada). O produto de carne é geralmente um lanche frito; isso inclui o frikandel, uma salsicha de carne picada, e o kroket, um guisado de carne coberto de pão ralado.

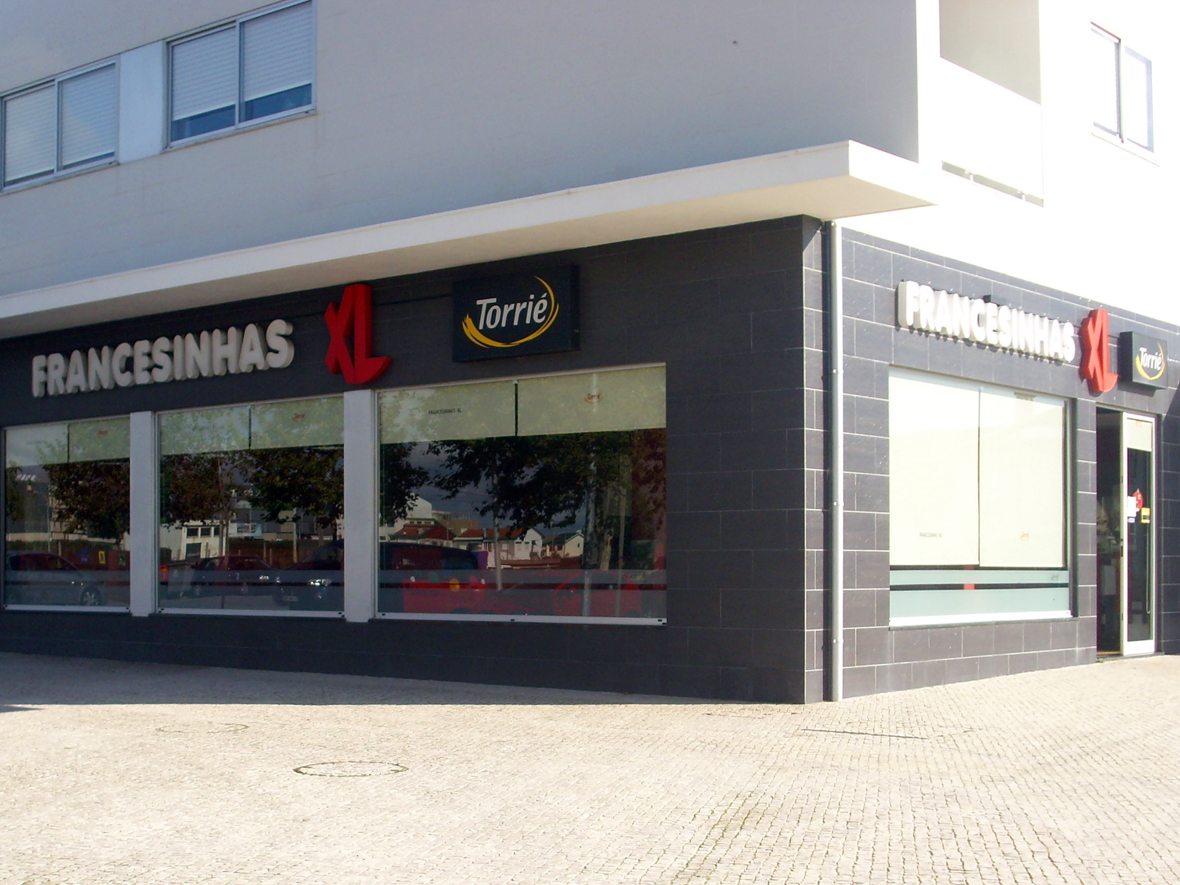
Fast food em Portugal

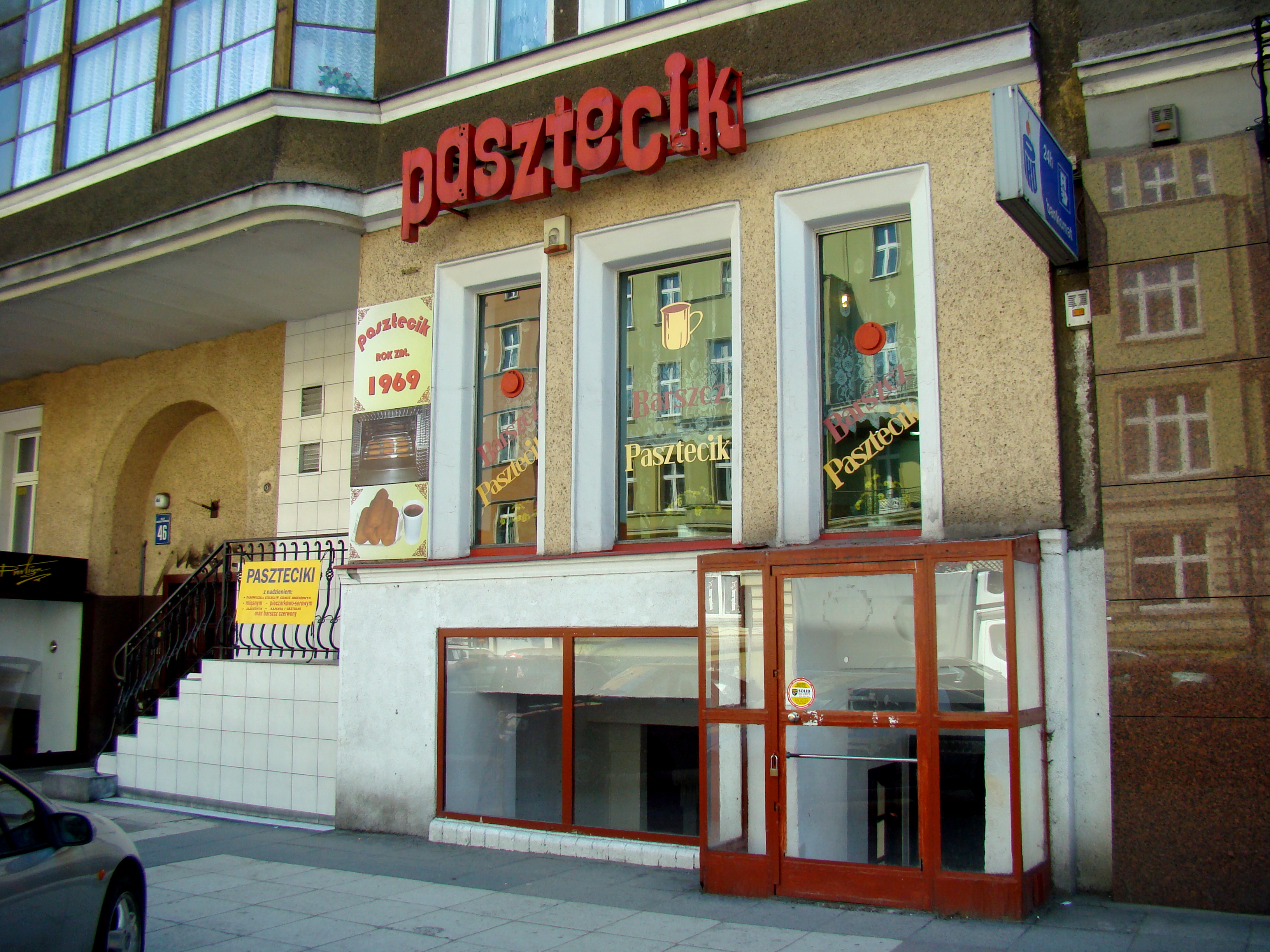
Um, pequeno restaurante, com pasztecik szczeciński, em Szczecin, Polônia

Em Portugal, existem algumas variedades de fast food e restaurantes locais especializados neste tipo de cozinha local. Alguns dos alimentos mais populares incluem frango assado, que é um frango grelhado marinado anteriormente com pimenta-malagueta ou piri piri, francesinha, francesinha poveira, espetada (peru ou carne de porco em duas varas) e bifanas (costeletas de porco em um molho específico servido como um sanduíche). Este tipo de comida é também frequentemente servido com batatas fritas, algumas cadeias internacionais começaram a aparecer especializadas em alguns dos típicos fast food portugueses como o Nando's.
Um exemplo de fast food local na Polônia é o pasztecik szczeciński, uma massa fermentada recheada com carne ou recheio vegetariano, prato típico de fast food da cidade de Szczecin, conhecido em muitas outras cidades do país. Um prato que está na lista polonesa de produtos tradicionais. O primeiro bar que serve 'pasztecik szczeciński, Bar "Pasztecik" fundado em 1969, está localizado na Avenida Wojska Polskiego 46 em Szczecin.
Uma instalação de cidades do leste asiático é a loja de macarrão . Pão ázimo e faláfel são hoje onipresentes no Oriente Médio. Pratos populares de fast food indiano incluem vada pav, panipuri e dahi vada. Nos países francófonos da África Ocidental, as barracas à beira da estrada e em torno das grandes cidades continuam a vender - como fizeram por gerações - uma série de espetinhos de carne grelhados e prontos para comer, conhecidos localmente como brochettes (não para confundir com o lanche de pão com o mesmo nome encontrado na Europa).

## Negócios
Nos Estados Unidos, os consumidores gastaram US$160 bilhões em fast food em 2012 (de US$6 bilhões em 1970). Em 2013, a indústria de restaurantes dos EUA teve vendas totais projetadas de US$ 660,5 bilhões. O fast food vem perdendo mercado para os restaurantes fast casual, que oferecem pratos mais robustos e caros. Devido a esta competição, gigantes do fast food viram quedas dramáticas em suas vendas. Embora as vendas gerais de fast food tenham caído, o número de americanos que comem nesses restaurantes "uma vez por mês ou 'algumas vezes por ano'" aumentou.
Em contraste com o resto do mundo, os cidadãos americanos gastam uma quantidade muito menor de sua renda em alimentos - em grande parte devido a vários subsídios do governo que tornam o fast food barato e de fácil acesso. Calorias de calorias, alimentos vendidos em restaurantes de fast food, custam menos e são mais densos em energia, e são feitos principalmente de produtos que o governo subsidia fortemente: milho, soja e carne bovina.
O mercado australiano de fast food está avaliado em mais de 2,7 bilhões e é composto por 1,4 bilhão de fast food. Isso inclui refeições servidas em 17 000 lojas de fast food. O mercado de fast food experimentou uma taxa média de crescimento anual de 6,5%, que é o setor de crescimento mais rápido do mercado varejista de alimentos.

### Publicidade
Em 2012, os restaurantes de fast food gastaram cerca de US$ 4,6 bilhões em campanhas publicitárias, o que representou um aumento de 8% em relação a 2009. No mesmo período, o McDonald's gastou quase 3 vezes mais em publicidade do que toda a água, leite e produtos que os anunciantes gastaram juntos.
Um estudo feito por pesquisadores da Geisel School of Medicine em Dartmouth College viu resultados que sugerem que quando as crianças assistem televisão mais comercial (e ver mais anúncios em fast food), eles estão mais inclinados a pedir para visitar esses subseqüentes restaurantes de fast food.
O Conselho de Better Business Bureaus iniciou a Iniciativa de Publicidade de Alimentos e Bebidas para Crianças em 2006, que pediu às empresas de fast food que se comprometessem a "anunciar apenas produtos mais saudáveis para as crianças" com a assinatura do McDonald's e do Burger King. No entanto, apesar de um ligeiro aumento na publicidade alimentar saudável, a eficácia desta iniciativa tem sido contestada por estudos que revelam que "as crianças não conseguiam se lembrar ou identificar alimentos saudáveis nos anúncios, e que 81 por cento das 99 crianças de 3 a 7 anos de idade naquele estudo relembraram batatas fritas", embora não houvesse batatas fritas no anúncio.

## Emprego
De acordo com a Secretaria de Estatísticas Trabalhistas dos EUA, cerca de 4,1 milhões de trabalhadores americanos trabalham na preparação e serviço de alimentação (incluindo fast food) a partir de 2010. As previsões de emprego a Secretaria de Estatísticas Trabalhistas esperam crescimento médio e excelente oportunidade como resultado de alta rotatividade. No entanto, em abril de 2011, o McDonald's contratou aproximadamente 62,000 novos trabalhadores e recebeu um milhão de pedidos para essas posições - uma taxa de aceitação de 6,2%. A idade mediana dos trabalhadores na indústria em 2013 foi de 28 anos. Obtendo o diploma de gestão de recursos humanos ou diploma em gestão de fast food pode ajudar a conseguir um emprego em grandes restaurantes de fast food, uma vez que é um dos mais desejados. A taxa de emprego para os australianos que trabalham na indústria de fast food é cada vez mais alta, com 17% das pessoas trabalhando no setor de fast food na Austrália.[carece de fontes?]</ref>

## Crítica
As cadeias de fast food têm sido criticadas por preocupações que vão desde alegados efeitos negativos sobre a saúde, alegada crueldade com animais, casos de exploração de trabalhadores e alegações de degradação cultural por meio de mudanças nos padrões alimentares das pessoas, longe de alimentos tradicionais.
A ingestão de fast food está aumentando em todo o mundo. Um estudo feito na cidade de Jeddah mostrou que os hábitos atuais de fast food estão relacionados ao aumento de sobrepeso e obesidade entre adolescentes na Arábia Saudita. Em 2014, a Organização Mundial de Saúde publicou um estudo que afirma que os mercados de alimentos desregulados são em grande parte culpados pela crise da obesidade e sugeriram regulamentações mais rigorosas para reverter a tendência. Nos Estados Unidos, os governos locais estão restringindo as cadeias de fast food limitando o número de restaurantes encontrados em certas áreas geográficas.
Para combater as críticas, os restaurantes fast food estão começando a oferecer itens de menu mais saudáveis. Além dos críticos de saúde, há sugestões para a indústria de fast food se tornar mais ecológica. As cadeias reagiram "reduzindo o desperdício de embalagens".
Embora tentando superar as críticas por meio de opções saudáveis em cardápios de fast food, Marion Nestle, que atua como presidente do Departamento de Nutrição e Estudos Alimentares da Universidade de Nova York, sugere que as indústrias de fast food comercializam intencionalmente alimentos não saudáveis para crianças através de opções de publicidade e, portanto, criam clientes para a vida.
Apesar de tanta popularidade, os fast foods e as cadeias de fast food têm impactos adversos não apenas no trabalho e nas habilidades sociais, mas também na saúde e desempenho acadêmico dos estudantes. Cinqüenta e seis por cento dos estudantes consomem fast food semanalmente. O pesquisador que escreveu Fast Food Nation, Eric Schlosser, destaca este fato, argumentando que isso não é apenas uma isca financeira, mas também uma isca psicológica, em que os alunos são atraídos para esta oportunidade de emprego precoce sabendo pouco que o tempo gasto em esse trabalho de aprendizado sem habilidades é desperdiçado. Dois outros pesquisadores, Charles Hirschman e Irina Voloshin destacam os seus impactos e consequências perigosas em relação à contratação e demissão de adolescentes freqüentadores de escola na indústria de fast food. Kelly Brownwell do The Atlantic Times tem apoiado ainda mais este argumento de que outra prática perigosa foi adotada pelo Burger King e McDonald's para o marketing para as crianças inocentes. Além disso, a porcentagem de estudantes que consumiram fast food e apresentaram notas baixas foi cerca de 11% mais do que aqueles que usaram alimentos orgânicos. Eles são da opinião de que outros fatores sociais, como a televisão, os videogames e as brincadeiras, foram controlados para avaliar os impactos reais dos fast foods.
Houve livros e filmes, como o filme de 2004 Super Size Me, projetado para destacar os potenciais efeitos negativos para a saúde do consumo excessivo de fast food, como sua contribuição para a obesidade.